# Ganghwa (đảo)
Ganghwa (Hán Việt: Giang Hoa) là một hòn đảo nằm ở cửa sông Hán, ở bờ biển phía tây Hàn Quốc. Đảo Ganghwa nằm cách thành phố Gimpo trên đất liền bằng một eo biển hẹp, có hai cây cầu nối Ganghwa với Gimpo. Dòng chính của sông Hán là địa giới ngăn cách đảo với thành phố Kaesong thuộc Cộng hòa Dân chủ Nhân dân Triều Tiên.
Có khoảng 65.500 cư dân sinh sống trên đảo. Với diện tích 302,4 km², đảo bao gồm phàn lớn huyện Ganghwa, một đơn vị hành chính của thành phố Incheon. Khoảng một nửa cư dân trên đảo sinh sống tại thị trấn Ganghwa, ở đông bắc hòn đảo. Điểm cao nhất của đảo là Mani-san, 469 mét trên mực nước biển. Đảo có chiều dài 28 kilômét (17 mi) và chiều rộng là 22 kilômét (14 mi). Đây là đảo lớn thứ năm của Hàn Quốc.